# Sphaerodactylus pacificus
Sphaerodactylus pacificus är en ödleart som beskrevs av  Leonhard Hess Stejneger 1903. Sphaerodactylus pacificus ingår i släktet Sphaerodactylus och familjen geckoödlor. Inga underarter finns listade i Catalogue of Life.